# Abdel Halim Hafez
Abd-al-Halim Hàfidh o, més freqüentment, Abdel Halim Hafez, segons la transcripció anglesa (àrab: عبدالحليم حافظ, ʿAbd al-Ḥalīm Ḥāfiẓ), nom artístic d'Abd-al-Halim Ismaïl Xabana (àrab: عبدالحليم إسماعيل شبانة, ʿAbd al-Ḥalīm Ismāʿīl Xabāna) (21 de juny de 1929 - 30 de març de 1977), fou un cantant i actor egipci, un dels més populars no solament a Egipte sinó per tot l'Orient Mitjà des dels anys 1950 fins als anys 1970. Hi ha força consens en considerar-lo un dels quatre «grans» de la música egípcia i àrab. La música d'Abdel Halim encara se sent diàriament a les ràdios tant a Egipte com a la resta del món àrab. També se'l coneixia com al-Andalib al-Àsmar (‘el Rossinyol Morè’, àrab: العندليب الأسمر, al-ʿAndalīb al-Asmar) i, menys freqüentment, com l'Elvis àrab.

## Primers anys
Va nàixer a El-Halawat, a la governació d'Ash Sharqiyah, 80 km al nord del Caire, Egipte. Abdel Halim era el quart fill de Xaykh Alí Ismaïl Xabana. Va tenir dos germans, Ismaïl i Muhàmmad, i una germana, Àliya. La mare d'Abdel Halim va morir de complicacions després de tenir-lo i el seu pare va morir cinc mesos més tard, tot deixant Abdel Halim i els seus germans orfes essent ben petits. Abdel Halim va ser criat per uns oncles al Caire.

## Reconeixement
Les seves habilitats musicals ja es van fer evidents quan era a l'escola primària, on el seu germà més gran, Ismaïl Xabana, va ser el seu primer professor de música. Amb onze anys va entrar a l'Institut de Música Àrab del Caire, on es va tornar a donar a conèixer pel fet de cantar cançons de Mohammed Abdel Wahab. Es va graduar a l'Institut Superior de Música Teatral com a oboista.

## Carrera musical
Mentre cantava en clubs al Caire, Abdel Halim va fer de substitut d'última hora quan el cantant Karem Mahmoud va ser incapaç de cantar en una actuació en directe de ràdio que s'havia de dedicar al primer aniversari de la Revolució de 1952, el 18 de juny de 1953. L'actuació d'Abdel Halim es va fer enormement popular entre l'audiència i va ser escoltada per Hafez Abd El Wahab, supervisor de programació musical de la ràdio nacional egípcia, el qual va decidir donar suport a l'aleshores desconegut cantant. Abdel Halim va prendre el nom de fonts d'Abdel Wahab, 'Hafez', com el seu cognom artístic en reconeixement del seu patronatge.
Abdel Halim va esdevenir aviat un dels cantants i actors més populars de la seva generació i és considerat un dels quatre "grans" de la música egípcia i àrab, juntament amb Umm-Kulthum, Mohammed Abdel Wahab i Farid Al Attrach.

## Vida personal
Abdel Halim mai no es va casar, tot i que es rumorejava que s'havia casat secretament amb l'actriu Souad Hosni durant sis anys. Els amics tant d'Abdel Halim com de Souad Hosni continuen negant el matrimoni fins al dia d'avui. Com a curiositat, Souad Hosni va morir el dia de l'aniversari d'Abdel Halim de 2001 (21 de juny), en circumstàncies que han donat peu a creure a alguns que fou un suïcidi.
Malgrat això, Abdel Halim solament va declarar haver-se enamorat una única vegada, en la seva joventut. Es va enamorar d'una noia, els pares de la qual van rebutjar-lo per al matrimoni. Després de quatre anys, quan els seus pares finalment hi estaven d'acord, la noia va morir d'una malaltia crònica abans de poder-se consumar el casament. Abdel Halim mai no es va recuperar d'aquesta pèrdua i va dedicar moltes de les seves cançons més tristes a la memòria de la seva estimada: Fi yum, fi xahr, fi sana (En un dia, un mes, un any) i la commovedora Qariat al-finjan (L'endevinadora del futur).
Quan tenia 11 anys, Abdel Halim va contraure bilharzia —una malaltia produïda per un paràsit que viu a l'aigua— i des d'aleshores la malaltia l'afectava periòdicament i de forma molt dolorosa. Durant la seva vida, altres artistes i crítics van acusar Abdel Halim d'utilitzar aquest fet per guanyar-se la simpatia de les seves seguidores. La seva mort, deguda a aquesta malaltia, va fer callar les acusacions.

## Mort
Abdel Halim va morir el 30 de març de 1977, poc mesos abans de complir 48 anys, mentre seguia un tractament contra la bilharziosi al King's College Hospital de Londres. Al seu funeral, celebrat al Caire, hi van assistir milions de persones - més que a qualsevol altre funeral de la història egípcia, llevats dels funerals del president Nasser (1970) i d'Umm-Kulthum (1975). Quatre dones es van suïcidar en saber la seva mort. Està enterrat a la mesquita Al Rifa'i del Caire.

## Llegat
La música d'Abdel Halim és encara popular arreu del món àrab. Els seus àlbums encara segueixen venent-se.
La cançó d'Abdel Halim Hafez Khosara va gaudir de fama internacional el 1999 quan el productor musical Timbaland en va utilitzar elements per a la cançó Big Pimpin' de Jay-Z.
D'entre les seves 260 cançons enregistrades, les més famoses a esmentar són Ahwak (L'estimo), Khosara (Una llàstima), Gana El Hawa (L'amor ens va arribar), Sawah (XXXXXX), Zay el Hawa (Sembla com amor) i El Massih (El Crist). La seva última cançó, i potser la més famosa, és Qariat al-finjan (L'endevinadora del futur), amb lletra de Nizar Qabbani i música de Mohammed Al-Mougy. Va fer de protagonista en setze pel·lícules, incloent-hi Dalilah, que va ser la primera pel·lícula en color d'Egipte.
Juntament amb Mohammed Abdel Wahab i Magdi el-Amroussi, Abdel Halim va ser cofundador el 1961 de la companyia d'enregistrament egípcia Soutelphan.
El 2006 es va presentar un llargmetratge sobre la seva vida, Haleem, protagonitzat per l'actor Ahmad Zaki i produït per Good News Group.

## Filmografia
- Lahn El Wafa (La cançó de la veritat) com a Galal
  - Produïda: 1 de març de 1955
  - Protagonitzada per: Abdel Halim Hafez, Shadia
  - Dirigida per: Ibrahim Amara
- Ayyamna al-Holwa (Els nostres dies bonics) com a Ali
  - Produïda: 1 de març de 1955
  - Protagonitzada per: Abdel Halim Hafez, Faten Hamama, Omar Sharif, Ahmed Ramzy
  - Dirigida per: Helmy Halim
- Ayam We Layali (Dies i nits) 
  - Produïda: 8 de setembre de 1955
  - Protagonitzada per: Abdel Halim Hafez, Eman
  - Dirigida per: Henry Barakat
- Mawed Gharam (Amor promès) com a Samir
  - Produïda: 3 de gener de 1956
  - Protagonitzada per: Abdel Halim Hafez, Faten Hamama
  - Dirigida per: Henry Barakat
- Dalila (Dalila) com a Ahmed
  - Produïda: 20 d'octubre de 1956
  - Protagonitzada per: Abdel Halim Hafez, Shadia
  - Dirigida per: Mohamad Karim
  - Nota: Va ser la primera pel·lícula en color egípcia en Cinemascope
- Banat El Yom (Les noies d'avui) com a Khaled
  - Produïda: 10 de novembre de 1957
  - Protagonitzada per: Abdel Halim Hafez, Magda, Amal Farid
  - Dirigida per: Henry Barakat
  - Nota: En aquesta pel·lícula Abdel Halim Hafez va cantar "Ahwak" per primera vegada
- Fata Ahlami (L'home dels meus somnis)
  - Produïda: 7 de març de 1957
  - Protagonitzada per: Abdel Halim Hafez, Amal Farid
  - Dirigida per: Helmi Rafleh
- Alwisada El Khalia (El coixí buit) com a Salah
  - Produïda: 20 de desembre de 1957
  - Protagonitzada per: Abdel Halim Hafez, Lubna Abed El Aziz
  - Dirigida per: Salah Abu Yousef
- Share' El Hob (Carrer de l'amor)
  - Produïda: 5 de març de 1958
  - Protagonitzada per: Abdel Halim Hafez, Sabah
  - Dirigida per: Ez El Deen Zol Faqar
- Hekayit Hob (Una història d'amor) com a Ahmed Sami
  - Produïda: 12 de gener de 1959
  - Protagonitzada per: Abdel Halim Hafez, Mariam Fakher El Deen
  - Dirigida per: Helmy Halim
- El Banat Wel Seif (Les noies i l'estiu)
  - Produïda: 5 de setembre de 1960
  - Protagonitzada per: Abdel Halim Hafez, Suad Husni, Zizi El Badrawi
  - Dirigida per: Salah Abu Yousef, Ez El Deen Zol Faqar, Fateen Abed El Wahhab
  - Nota: La pel·lícula conté tres històries i Abdel Halim Hafez actua en una
- Yom Men Omri (Un dia de la meva vida) com a Salah
  - Produïda: 8 de febrer de 1961
  - Protagonitzada per: Abdel Halim Hafez, Zubaida Tharwat
  - Dirigida per: Atef Salem
- El Khataya (Els pecats) com a Hussien
  - Produïda: 12 de novembre de 1962
  - Protagonitzada per: Abdel Halim Hafez, Madiha Yousri, Hasan Yousef, Nadia Lutfi
  - Dirigida per: Hassan El Imam
  - Cançons: Wehyat Alby, Maghroor, Last Adry, Olly Haga, El Helwa
- Maabodat El Gamahir (La diva estimada) com a Ibrahim Farid 
  - Produïda: 13 de gener de 1963
  - Protagonitzada per: Abdel Halim Hafez, Shadia
  - Dirigida per: Helmy Halim
  - Cançons: Haga Ghareeba, Balash Etaab, Last Kalby, Gabbar, Ahebek
- Abi Foq El Shagara (El meu pare és dalt de l'arbre) com a Adel
  - Produïda: 17 de febrer de 1969
  - Protagonitzada: Abdel Halim Hafez, Nadia Lutfi, Mervat Amin
  - Dirigida per: Hussein Kamal
  - Cançons: Ady El Belag, El Hawa Hawaya, Ahdan El Habayeb, Ya Khali El Alb, Gana El Hawa
  - Nota: Aquesta va ser l'última pel·lícula en la qual va actuar Abdel Halim Hafez.